# 律陀羅跋摩二世
卢陀罗，梵文名律陀羅跋摩二世（Rudravarman II，?—?），《册府元龟》作卢陀，林邑国8世紀中期国王。
唐玄宗天宝八载（749年）九月，卢陀罗遣使向唐朝貢献珍珠一百条、黑沉香三十斤、鲜白〈叠毛〉二十双，驯象二十只。据说杜甫为此作《越人献驯象赋》。大约757年，律陀罗跋摩二世逝世，国内的显要人物尊奉槟榔部落的毕底邠陀罗跋摩为新君，建立占婆第五王朝。